# Alissa w Saserkalje
Alissa w Saserkalje (russisch Алиса в Зазеркалье) ist ein Zeichentrickfilm von Jefrem Pruschanski nach Motiven der gleichnamigen Erzählung von Lewis Carroll. Er wurde 1982 im Kiewer Filmstudio für populärwissenschaftliche Filme hergestellt.
Der Film ist ein Vierteiler von jeweils zehn Minuten. Somit beträgt die Gesamtdauer 40 Minuten. Es ist die Fortsetzung zum Film Alissa w Strane tschudes.

## Handlung
Das Mädchen Alice geht durch einen Spiegel, lernt Schachfiguren kennen und nimmt an einem Schachspiel teil.